# Rediu (Galați)
Rediu is een Roemeense gemeente in het district Galați.
Rediu telt 3808 inwoners.